# Hawaiʻi ponoʻī
«Hawaiʻi ponoʻī» (с гав. — «Родные Гавайи») — официальный гимн штата Гавайи (США, также бывший национальный гимн королевства Гавайи и республики Гавайи).

## Описание
Слова гимна были написаны королём Гавайев Калакауа в 1874 году.
Музыку к гимну сочинил королевский капельмейстер Генри Бергер.
Гимн Hawaiʻi ponoʻī заменил предыдущий гимн He Mele Lāhui Hawaiʻi, использовавшийся с 1866 года. До принятия Гавайями статуса штата гимн использовался как гимн территории Гавайи.
В 1967 году был утверждён официальный гимном штата Гавайи легислатурой штата
Слова гимна трижды взывают к «родным сынам Гавайев» с предписанием о почтении к старшим по статусу, внимании за младшим и старшим поколениями и о ведении правильного образа жизни.

## Слова гимна
Hawaiʻi ponoʻī

Nānā i kou mōʻī

Ka lani aliʻi

Ke aliʻi.
Hawaiʻi ponoʻī

Nānā i nā aliʻi

Nā pua muli kou

Nā pōkiʻi.
Hawaiʻi ponoʻī

E ka lāhui ē

ʻO kāu hana nui

E ui ē.
Hui: Makua lani ē,

Kamehameha ē,

Na kāua e pale

Me ka ihe.